# 二川伏見稲荷
二川伏見稲荷（ふたがわふしみいなり）は、愛知県豊橋市にある神社。
春には、境内の御衣黄桜（ぎょいこうざくら）が、淡緑色から淡紅色へと変化していく花をつけるので知られている。

## 由緒
1910年（明治43年）11月に初代教長・浦野勝雍が京都の伏見稲荷大社から分霊を頂いた年を創祀としている。
当初は豊橋市松葉町で布教に努めたが、信者数が多くなり手狭になったので、環境の良い現在の地を選び、1927年（昭和2年）2月に教会所が完成した。
その後、1935年（昭和10年）には教務が2代教長・浦野喜雍に引継がれ、戦争、敗戦と激しく変わる時代にあっても神灯を点し続けた。1969年（昭和44年）には境内を横切るバイパスが建設されたのを機に、創祀60年記念事業として1969年（昭和44年）春に社殿を、1971年（昭和46年）春に伏見会館と大鳥居を建設した。
2005年（平成17年）には社殿の屋根葺替工事を完工し、2010年（平成22年）には創祀100年事業として参籠所改修工事を行った。

## 年間行事
- 元旦祭 - 1月1日
- 節分祭 - 2月3日
- 初午祭・御社宮司・印章祭 - 3月午の日
- 春季大祭 - 4月第1日曜
- 龍神際・雄健霊子命祭 - 5月巳の日
- 大祓式 - 6月30日
- 御山祭 - 7月1日
- 印章祭 - 10月第1日曜
- 秋季大祭 - 11月3日
- 大祓式 - 12月31日

## 境内

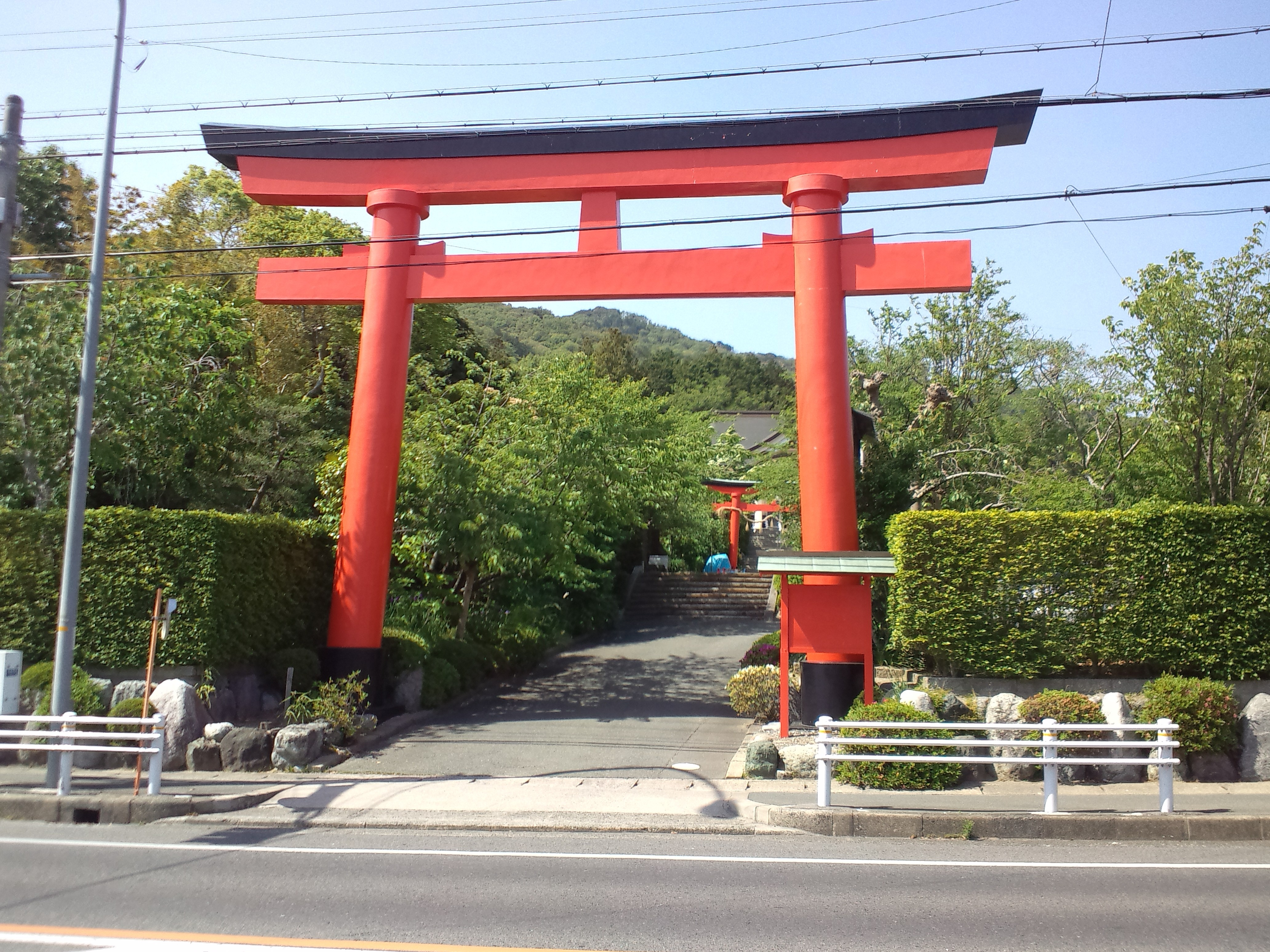
入口朱鳥居（一ノ鳥居）
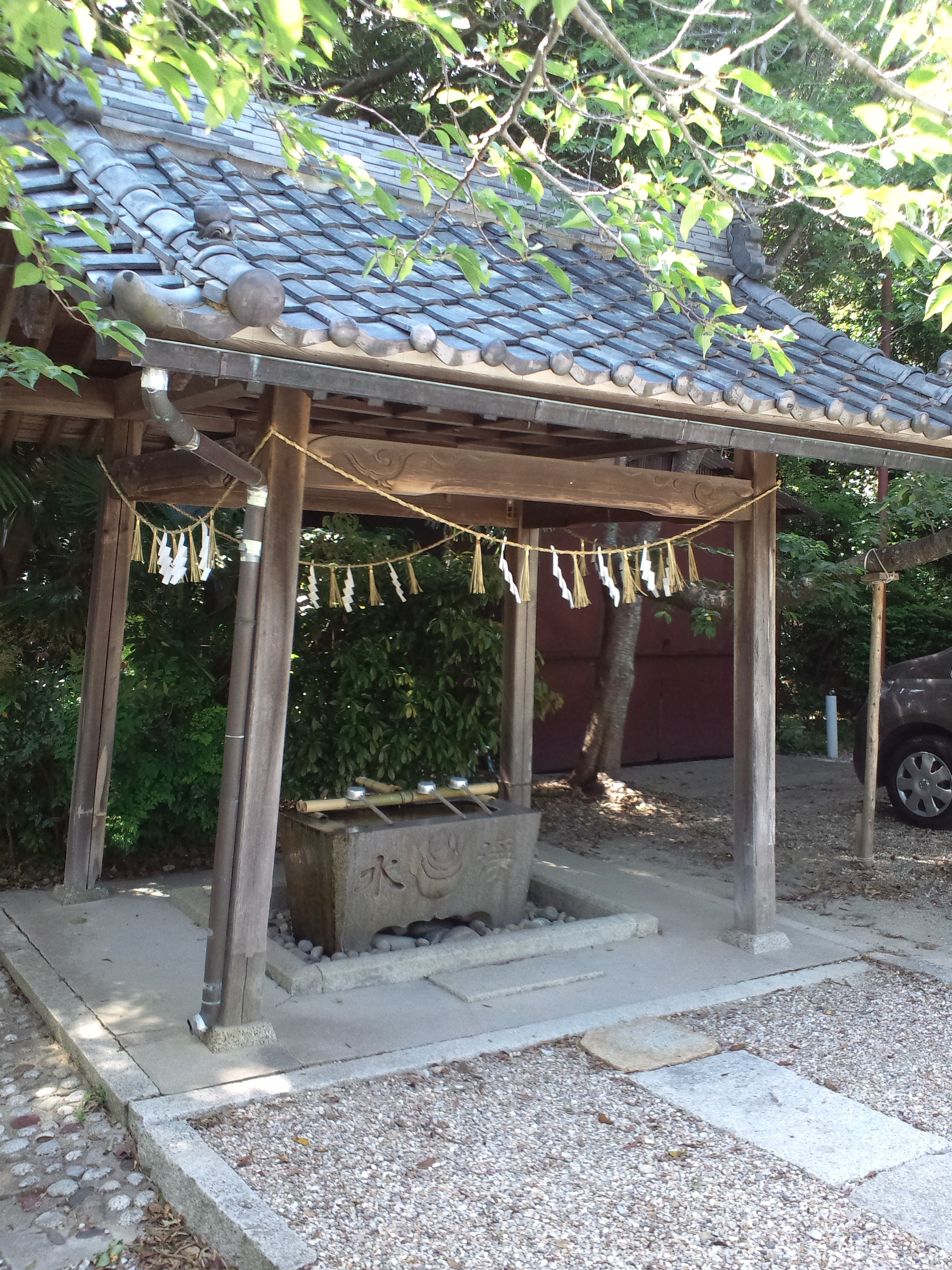
手水舎
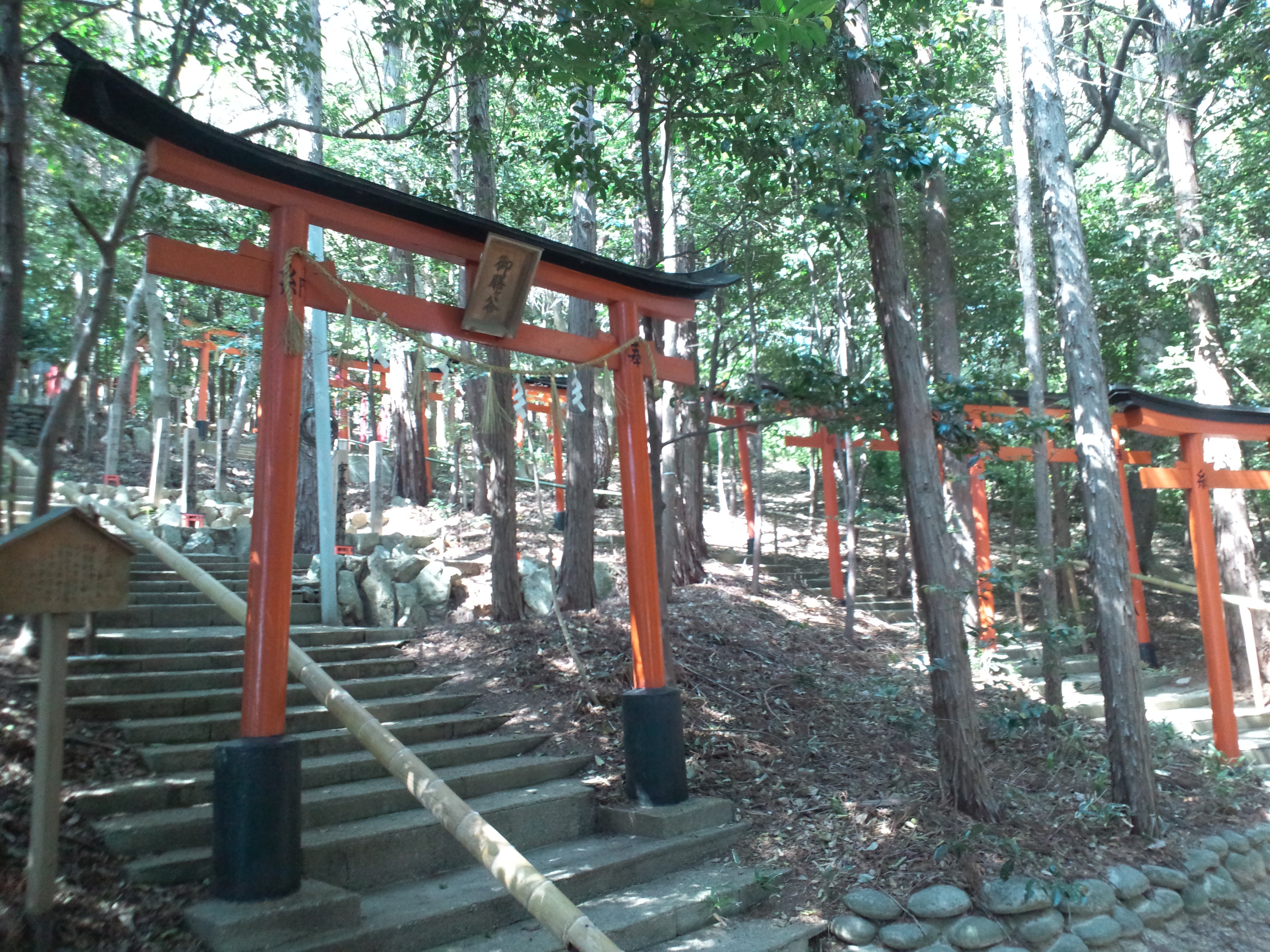
稲荷山の風景
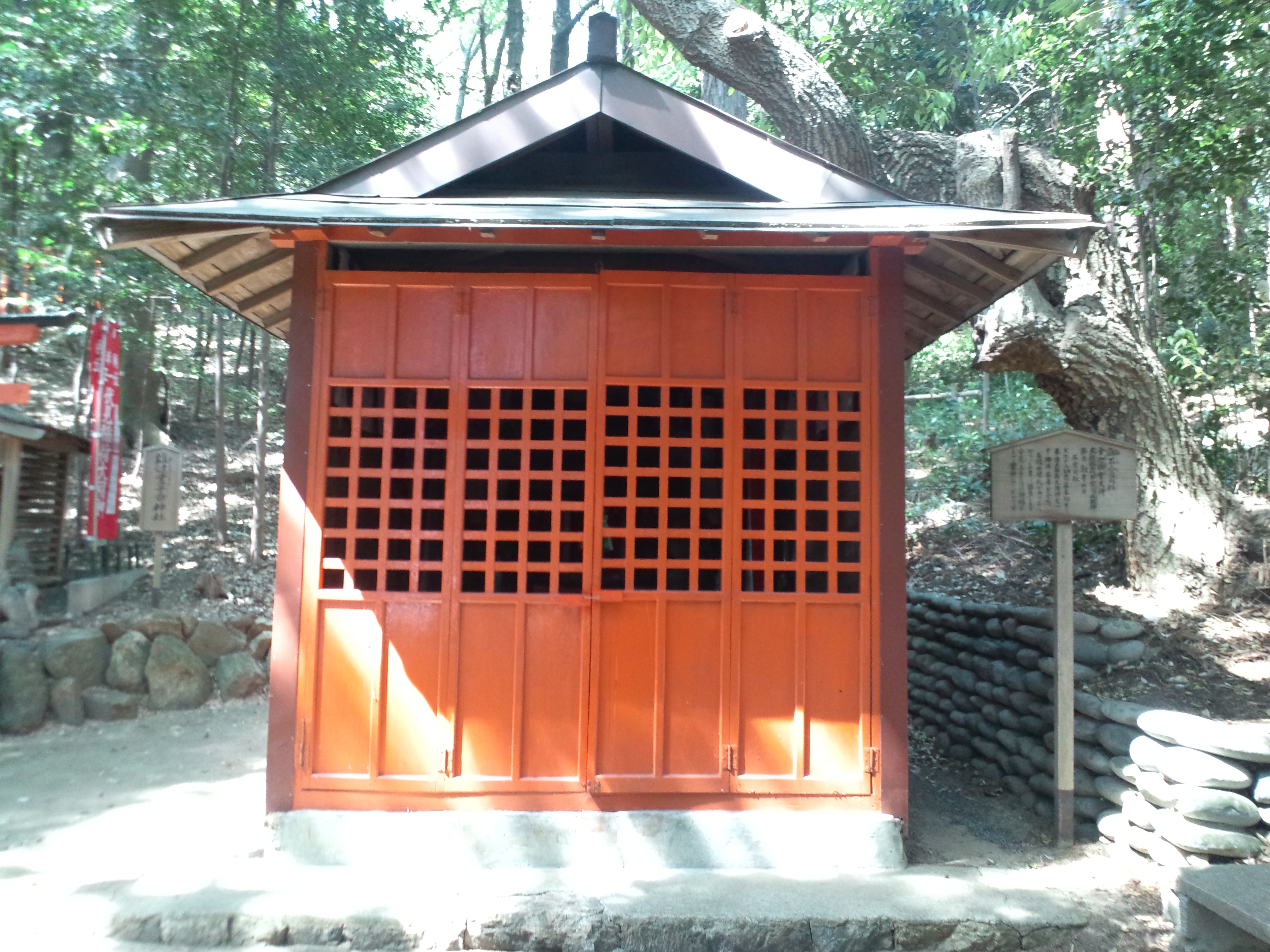
御社宮司社
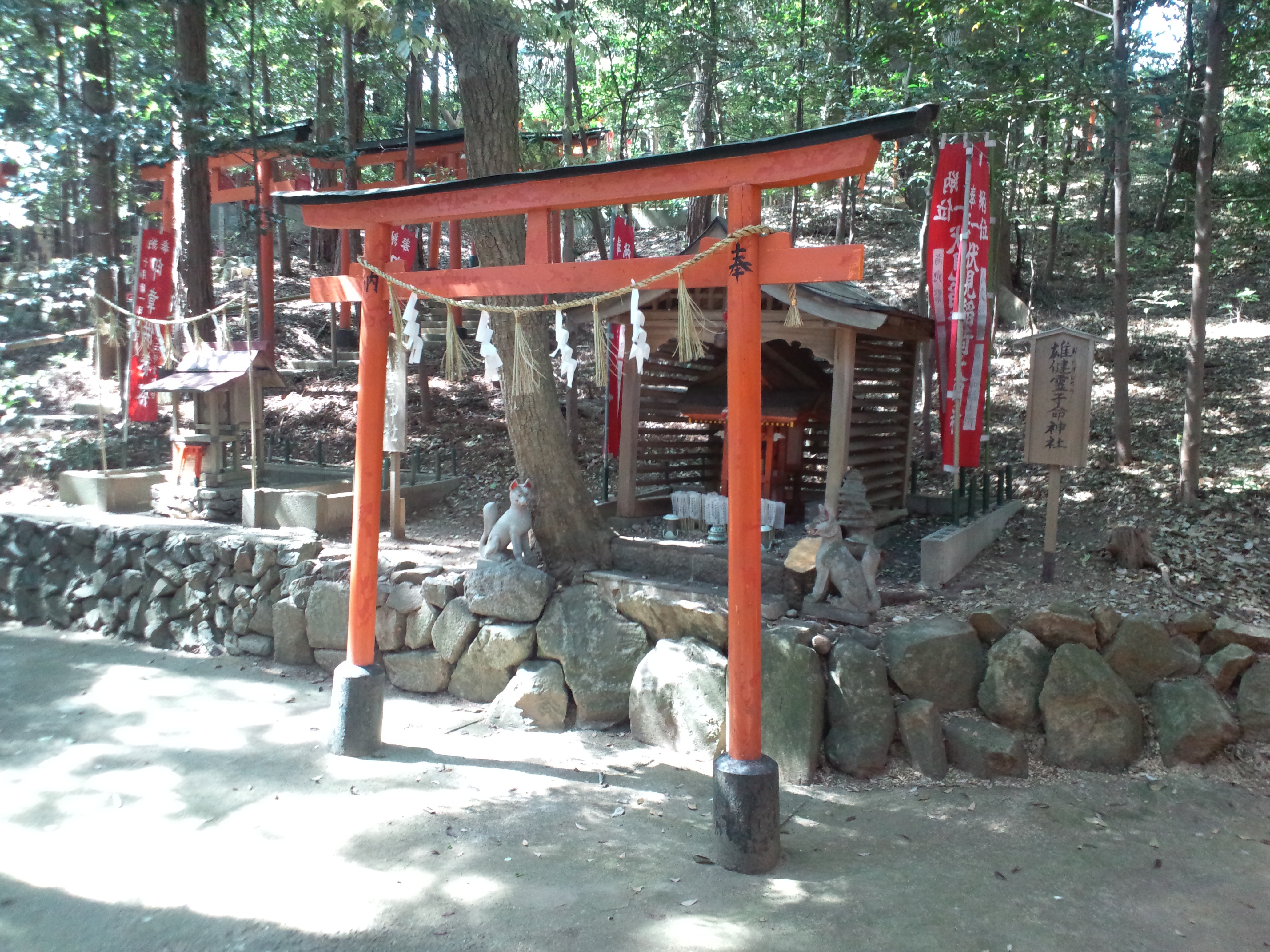
雄健霊子命神社
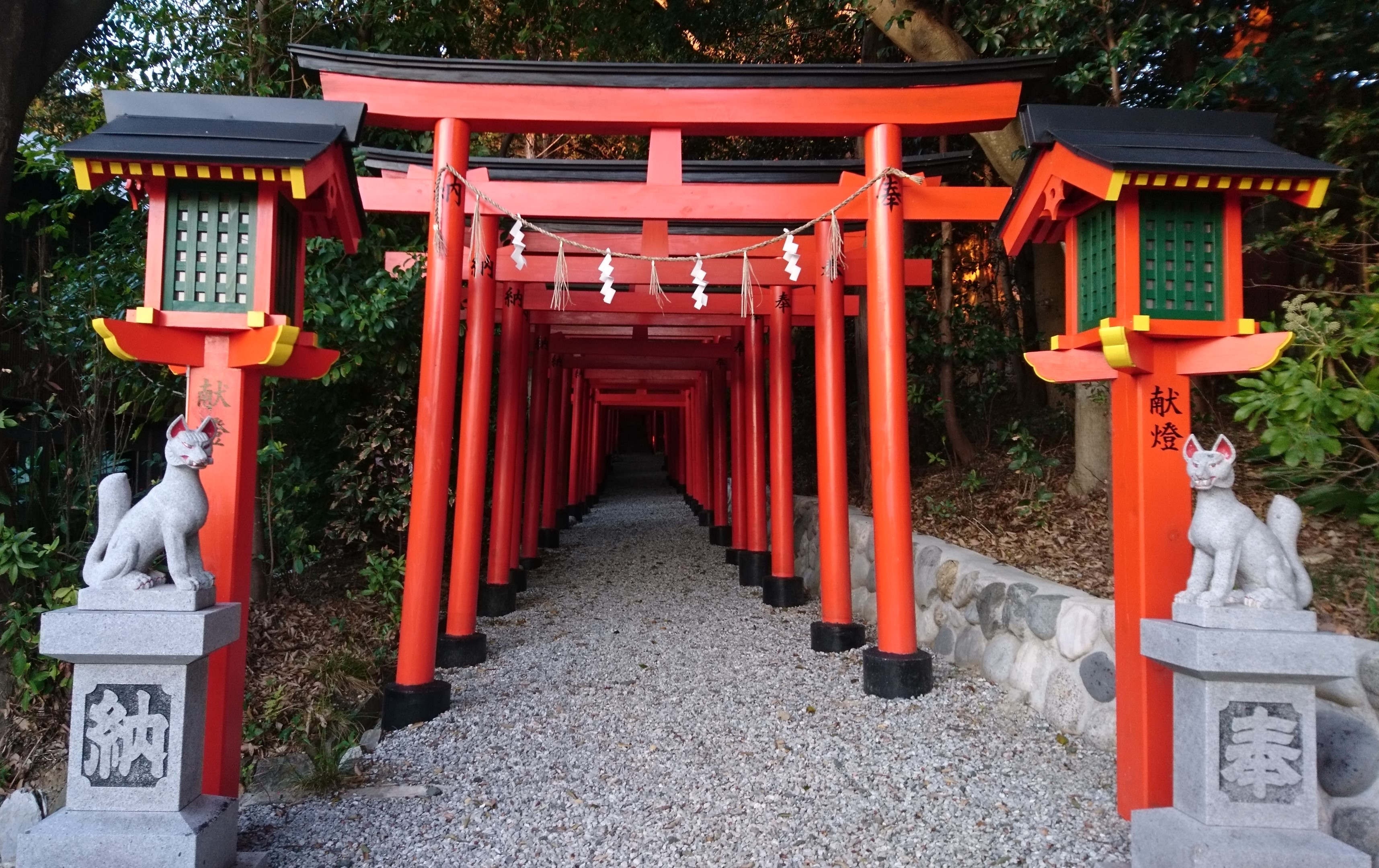
御山巡拝の入口

## 交通アクセス
- JR東海道本線二川駅より徒歩8分